# 霍伊格拉本
霍伊格拉本是奥地利布尔根兰州居辛县的一个市镇。总面积6.47平方公里，总人口250人，人口密度38.6人/平方公里（2001年）。